# 柳澤蔵之助
柳澤 蔵之助（やなぎさわ くらのすけ、1898年（明治31年）2月20日 - 1944年（昭和19年）3月31日）は、日本の海軍軍人。海兵46期、海大29期（首席）。最終階級は海軍少将。長野県佐久市出身。

## 略歴
旧制長野県野沢中学校より、海軍兵学校および陸軍士官学校（第30期）を受験し、双方に合格している。海軍兵学校第46期入校。入校時成績順位は131名中第6位、卒業時成績順位は124名中第16位。
柳澤は、海軍通信学校高等科課程を修了しているが、当時の日本海軍で通信関係に進むものに、成績優秀かつ健康に恵まれた者は比較的少なく、このことが海軍の情報軽視の背景の一つであったとされる。柳澤は首席で卒業している。
海軍大学校甲種学生29期を首席で卒業後、
国連海軍代表随員、ジュネーブ海軍軍縮会議随員と国際経験を重ね、第二航空戦隊首席参謀、支那方面艦隊作戦参謀、仏印派遣委員長を歴任した。第二艦隊首席参謀として太平洋戦争開戦を迎え南方攻略作戦の計画にあたり、この作戦は成功した。その後内地へ帰還し海軍省首席副官を務めた。
古賀峯一連合艦隊司令長官のもと連合艦隊首席参謀となった高田利種が病気となり、交代要員として柳澤が補職される。この人事は横山一郎に発令される可能性もあったが、第二艦隊の参謀経験がある点を買われたものだった。パラオにあった連合艦隊司令部は機動部隊空襲を受けてダバオに脱出することとなり、柳澤は古賀と同じ飛行艇に搭乗したが、同機は行方不明となった(海軍乙事件)。柳澤は殉職認定を受け海軍少将に特別進級している。

## 年譜
- 1898年（明治31年）2月20日- 長野県南佐久郡野沢町（現在の佐久市）生
- 1911年（明治44年）4月1日- 長野県野沢中学校入学
- 1915年（大正4年）8月31日- 長野県野沢中学校中途退学
  - 9月4日- 海軍兵学校入校
- 1918年（大正7年）11月21日- 海軍兵学校卒業 ・任 海軍少尉候補生・装甲巡洋艦「吾妻」乗組・練習艦隊近海航海出発
- 1919年（大正8年）2月7日- 帰着
  - 3月1日- 練習艦隊遠洋航海出発 上海~基隆~馬公~香港~シンガポール~コロンボ~アデン~ポートサイド~ナポリ~マルセイユ~トゥーロン~ビゼルダ~マルタ~ポートサイド~コロンボ~バタヴィア~マニラ~志布志方面巡航
  - 7月26日- 帰着
  - 8月1日- 任 海軍少尉・戦艦「鹿島」乗組
  - 12月1日- 海軍水雷学校普通科学生
- 1920年（大正9年）5月31日- 海軍砲術学校普通科学生
  - 12月1日- 3等駆逐艦「夕立」乗組
- 1921年（大正10年）4月20日- 装甲巡洋艦「出雲」乗組 海軍少尉候補生指導官附 
  - 8月10日- 練習艦隊遠洋航海出発 ホノルル~サンチャゴ~パナマ~コロン~ニューヨーク~ポンタデルカタ~シアネス~ルアーヴル~ジブラルタル~マルタ~ポートサイド~アデン~コロンボ~シンガポール~馬公~基隆方面巡航
- 1922年（大正11年）3月20日- 海軍大学校選科学生 東京外国語専門学校英語科委託学生(但し入校は帰国後) 
  - 4月4日- 帰着
- 1924年（大正13年）3月18日- 海軍大学校選科修了
  - 3月20日- 工作艦「関東」分隊長心得
  - 7月4日- 運送艦「知床」分隊長心得
  - 11月1日- 佐世保鎮守府附
  - 11月26日- 給油艦「佐多」分隊長
  - 12月1日- 任 海軍大尉
- 1925年（大正14年）6月15日- 佐世保鎮守府附
  - 7月21日- 軽巡洋艦「多摩」分隊長
  - 12月1日- 海軍通信学校高等科学生
- 1926年（大正15年）11月27日- 海軍通信学校高等科優等修了
  - 12月1日- 軽巡洋艦「那珂」通信長兼分隊長
- 1927年（昭和2年）12月1日- 1等海防艦「八雲」分隊長 海軍少尉候補生指導官
- 1928年（昭和3年）4月23日- 練習艦隊遠洋航海出発 上海~基隆~馬公~マニラ~シンガポール~バタヴィア~フリーマントル~アデレード~メルボルン~ホバート~シドニー~ウェリントン~オークランド~スバ~ホノルル~ヤルート~トラック~パラオ方面巡航 
  - 10月3日- 帰着
  - 10月8日- 練習艦隊近海航海出発 釜山~旅順~大連~青島~大阪（昭和天皇御即位奉祝儀礼）~横浜沖（特別観艦式）方面巡航
- 1929年（昭和4年）1月16日- 帰着
  - 2月1日- 第2水雷戦隊通信参謀
  - 12月1日- 海軍大学校甲種第29期学生
- 1930年（昭和5年）12月1日- 任 海軍少佐
- 1931年（昭和6年）11月27日- 海軍大学校甲種卒業 卒業時成績順位20名中首席
  - 12月1日- 海軍軍令部出仕兼海軍省軍務局第1課第1班
- 1932年（昭和7年）6月1日- 海軍省軍令部参謀 パリ出張 
  - 8月20日- 国際連盟海軍代表随員
  - 9月26日- 兼 ジュネーヴ国際会議全権随員
- 1933年（昭和8年）11月15日- 兼 空軍代表随員
  - 12月28日- 免 空軍代表随員
- 1934年（昭和9年）8月28日- 兼海軍省出仕 兼軍事普及部委員
  - 9月29日- 免 ジュネーヴ国際会議全権随員
- 1935年（昭和10年）1月8日- 帰朝
  - 11月15日- 任 海軍中佐
- 1936年（昭和11年）2月1日- 海軍軍令部出仕 兼海軍省副官 兼軍事普及部委員
- 1937年（昭和12年）11月20日- 兼 大本営海軍報道部員
  - 12月1日- 第2航空戦隊参謀
- 1938年（昭和13年）12月1日- 支那方面艦隊司令部附 兼第3艦隊司令部附
- 1939年（昭和14年）1月10日- 兼 中支那派遣軍参謀
  - 9月23日- 免 中支那派遣軍参謀
  - 11月15日- 任 海軍大佐
  - 12月15日- 兼 支那派遣軍参謀
  - 12月25日- 海軍軍令部出仕兼海軍省人事局第2課
- 1940年（昭和15年）1月15日- 横須賀鎮守府附
  - 4月15日- 特設運送艦「浅香丸」特務艦長
  - 6月24日- 海軍軍令部兼大本営参謀
  - 8月30日- 兼 第2遣支艦隊司令部附 兼 南支那方面軍司令部附
  - 9月5日- 第2艦隊先任参謀
- 1943年（昭和18年）1月27日- 海軍軍令部兼海軍省出仕
  - 2月25日- 海軍省先任副官
  - 10月5日- 連合艦隊参謀
- 1944年（昭和19年）3月31日- 搭乗機行方不明に依り殉職認定 享年46 海軍少将に特別進級

## 栄典
- 1919年（大正8年）9月10日 - 正八位[5]
- ドイツ鷲勲章一等功労十字章 ：1942年（昭和17年）12月28日[6]